# Nedaschützer Skala

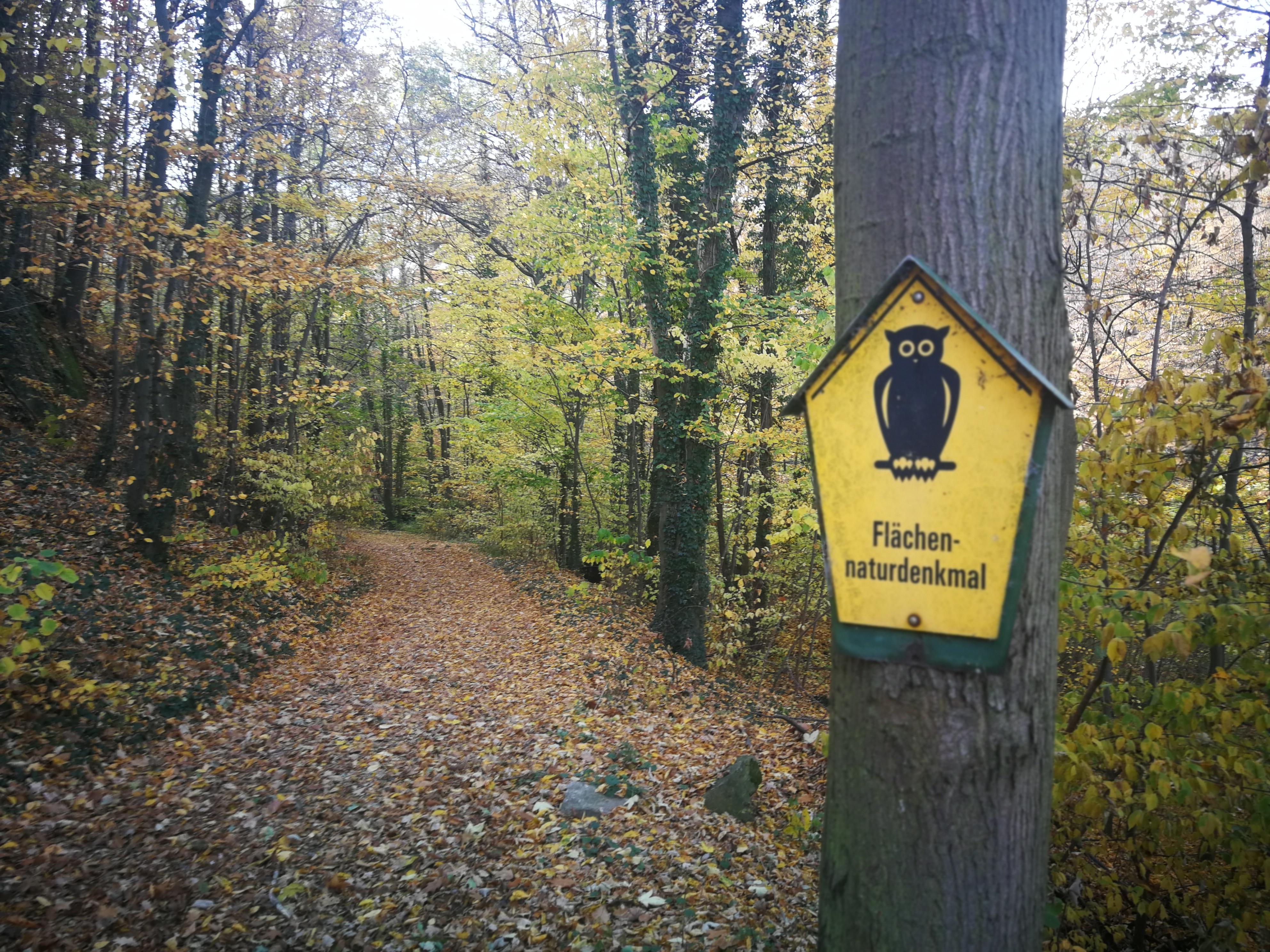
Eingang der Skala aus Richtung Nedaschütz

Das Hoyerswerdaer Schwarzwasser fließt vor Nedaschütz durch ein enges Tal, die Nedaschützer Skala. Sie ist eine von mehreren Skalen in der Oberlausitz. Typisch sind die beidseitigen, steil abfallenden Felswände, an deren Grund sich ein Fluss tief in die Landschaft geschnitten hat. Die Skala ist ca. 600 m lang und endet Richtung Spittwitz auf einer Wiese. Am Hoyerswerdaer Schwarzwasser befindet sich ca. 1 km weiter südlich die Spittwitzer Skala.

## Besonderheiten

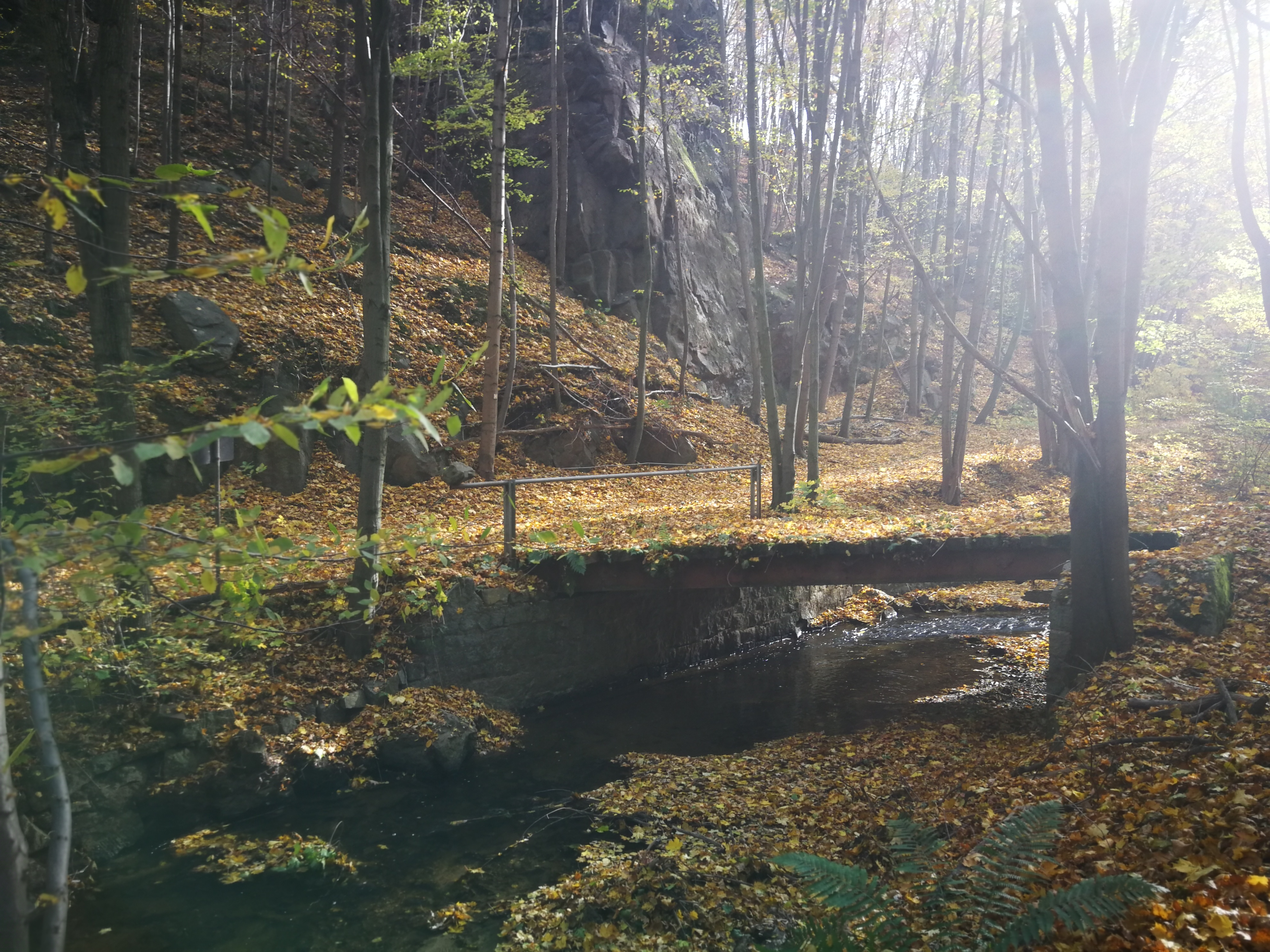
Brücke über das Schwarzwasser in der Nedaschützer Skala

Im Tal der Nedaschützer Skala sollte zu DDR-Zeiten ein Staudamm errichtet werden. Das Wasser sollte für das Kraftwerk Boxberg verwendet werden. Mit dem Bau der Umleitungstunnel wurde bereits begonnen, die Reste sind noch immer sichtbar. Das Projekt wurde jedoch abgebrochen und mit der Talsperre Bautzen ebenda realisiert.
In der Skala befindet sich ein etwa zwanzig Meter hoher Kletterfelsen, der mit Bohrhaken versehen ist.